# アプリカーレ
アプリカーレ（イタリア語: Apricale）は、イタリア共和国リグーリア州インペリア県にある、人口約600人の基礎自治体（コムーネ）。

## 地理

### 位置・広がり
インペリア県西部のコムーネである。

#### 隣接コムーネ
隣接するコムーネは以下の通り。
- バヤルド
- カステルヴィットーリオ
- ドルチェアックア
- イゾラボーナ
- ペリナルド
- ピーニャ
- ロッケッタ・ネルヴィーナ
- サンレーモ

### 地震分類
イタリアの地震リスク階級 (it) では、3 に分類される
。

## 文化・観光
「イタリアの最も美しい村」クラブ加盟コムーネである。